# Новый Кошкуль (Омская область)
Новый Кошкуль — село в Тюкалинском районе Омской области России. Административный центр Новокошкульского сельского поселения.

## География
Новый Кошкуль находится в центральной части региона.

## История
Основано в 1929 г. как центральная усадьба совхоза «Кошкульский».
Согласно Закону Омской области от 30 июля 2004 года № 548-ОЗ Новый Кошкуль возглавил образованное муниципальное образование Новокошкульское сельское поселение.

## Население
| 2010 |
| ---- |
| 657  |

## Инфраструктура
Развитое сельское хозяйство, в советское время действовал совхоз «Кошкульский».
Новокошкульская средняя общеобразовательная школа. При ней активно развивается пришкольный музей.
Мемориал воинам-землякам, погибшим в годы Великой Отечественной войны 1941—1945 годы, установлен в 1979 году.

## Транспорт
По ул. Восточная проходит региональная автотрасса 52К-30